# Danish Design Centre
El Danish Design Centre (DDC) és un museu de Copenhague, ubicat en un nou edifici dissenyat per l'arquitecte Henning Larsen al centre de la ciutat.
El DDC vol donar a conèixer el disseny i els seus efectes econòmics entre les empreses i promocionar el disseny danès com a marca a nivell nacional i internacional.
En paraules del New York Times, el centre "va ésser concebut com un centre de referència pel disseny industrial, a la vegada que museu pel públic que inclou en els seus 900 m2 d'espai expositiu, una botiga que ven llibres i productes de disseny tant de Georg Jensen com d'altres firmes com ara Royal Copenhaguen, sales per conferències, arxius i oficines. Diverses exposicions tenen lloc simultàniament."

## Activitat principal
El Danish Design Centre es va fundar el 1978 i el seu objectiu principal ha anat evolucionant al llarg dels anys. Actualment la seva missió és la difusió del coneixement sobre l'ús del disseny en relació amb processos d'innovació i el desenvolupament de negocis per tal de millorar la seva competitivitat. Per aquest motiu, les activitats dedicades a la promoció del disseny són l'element principal en el seu catàleg de serveis. A més, el DDC ofereix diferents exposicions sobre danish design i internacional cada any. Aquestes exposicions volen destacar el perfil del DDC com un centre de coneixement per al disseny i la innovació per al públic interessat en el disseny i els negocis.
En altres paraules, és el centre que concentra el coneixement professional al servei del disseny i la innovació.

## Edifici
L'edifici inicial estava format per dues grans seccions: una estructura de 5 pisos que comunicava amb el carrer Andersen's Boulevard i un edifici de dos pisos que comunicava amb un pati interior.
Disposava de 3 sales d'exposició, 3 sales equipades per a la realització d'actes, una botiga de productes sobre disseny danès i escandinau i un cafè-restaurant.
L'abril de, es va traslladar a una de les ales del complex Fæstningens Materielgård al canal de Frederiksholms. Està previst que el 2018 es traslladi a BLOX, un complex d'edificis que està previst de construir al port de Copenhague.

## Exposicions
El DDC no disposa d'una col·lecció pròpia per a realitzar una exposició permanent. Les diferents exposicions temporals es troben repartides en les diferents plantes del museu i totes tenen una duració que oscil·la entre 3 mesos, 1 o bé 3 anys.

### Denmark by Design
Exposició de tres anys de durada, amb objectes que van des de 1945 fins a l'actualitat, és una mirada retrospectiva sobre com el disseny danès ha desenvolupat solucions per a les necessitats socials en diferents àmbits com ara l'individu, la casa, el lloc de treball i l'espai públic.
Aquesta mirada a la història del disseny danès també dona als vcisitants l'oportunitat de considerar com la nova generació de dissenyadors danesos poden solucionar altres necessitats en les properes dècades.
Les altres exposicions temporals que acull el DDC sempre giren entorn del disseny com a solució a diferents problemàtiques de la nostra societat com podem veure amb les següents: 
Challenge Society on es planteja el fet que el disseny pugui ajudar a canviar el món, donant resposta a diferents reptes a través del concepte del Design Thinking.
Challenge Waste on es planteja el disseny com a solución amb els excedents d'escombraries que fabriquem.

### Exposicions anteriors
10+Design Forecast on es presentaven les creacions del disseny danès en els últims 10 anys i examinava quines tendències tenen un gran paper en els propers anys.

## Col·laboradors
El DDC disposa de diferents col·laboradors a nivel nacional i internacional:
- els diferents centres de negocis i els ambaixadors del disseny
- centres de disseny i d'investigació
- Des del maig del 2008 acull l'organització sense ànim de lucre www.indexaward.dk, dedicada a promoure el disseny per a millorar la vida a nivell mundial i organitza el premi de disseny biannual Index que és el premi de disseny més ben retribuït de tot el món amb 500.000 €.